# Samuel Norrby

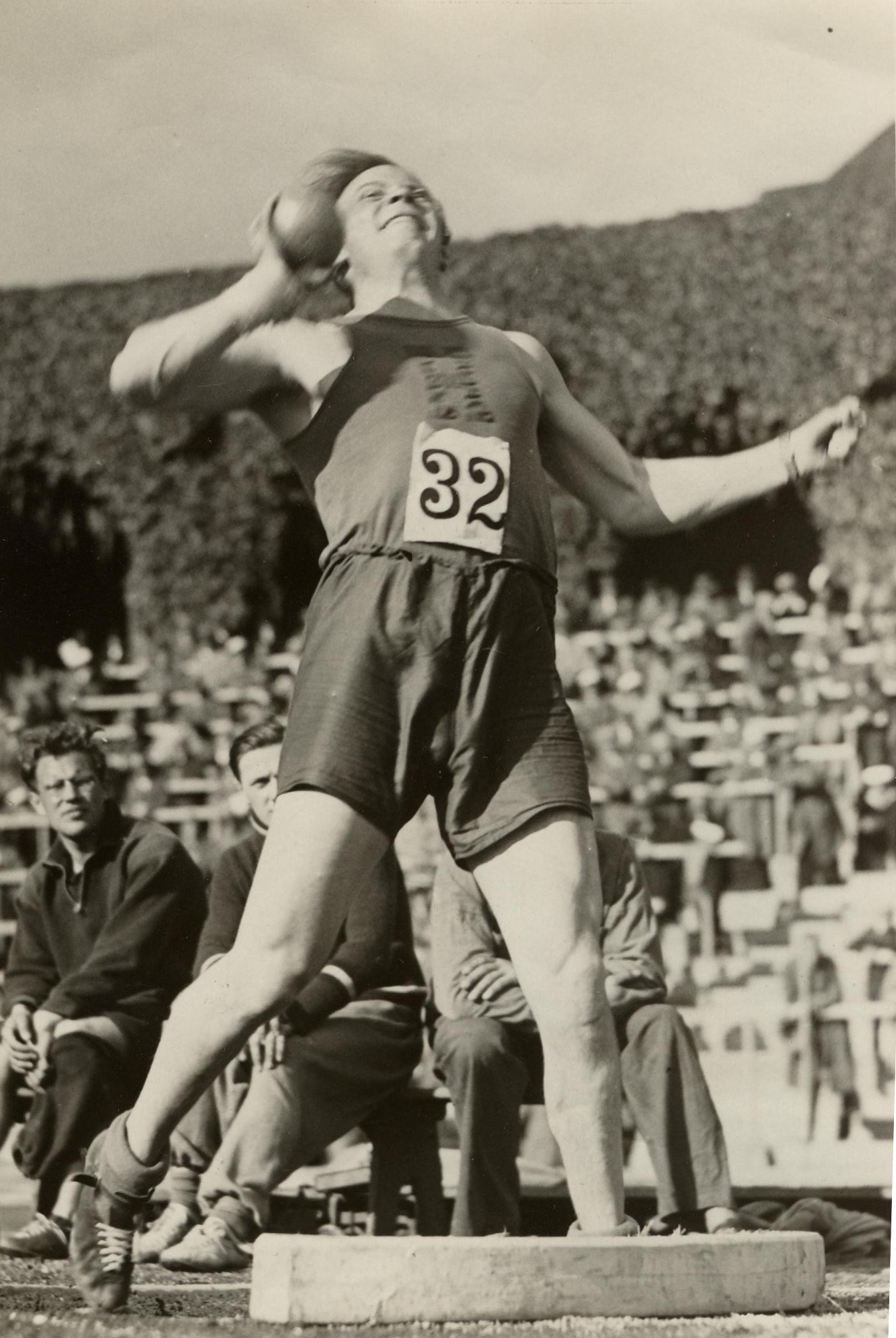
Samuel Norrby in den 1930ern

Samuel Norrby (* 13. November 1906; † 28. November 1955) war ein schwedischer Kugelstoßer.
Bei den Leichtathletik-Europameisterschaften 1934 in Turin wurde er Vierter.
Von 1930 bis 1934 wurde er fünfmal in Folge Schwedischer Meister. Seine persönliche Bestleistung von 15,30 m stellte er am 2. September 1933 in Stockholm auf.